# 196476 Humfernandez
196476 Humfernandez este un asteroid din centura principală de asteroizi.

## Descriere
196476 Humfernandez este un asteroid din centura principală de asteroizi. A fost descoperit pe 2 mai 2003 la Mérida de Ignacio Ramón Ferrín Vázquez și Carlos Leal (astronom). Asteroidul prezintă o orbită caracterizată de o semiaxă mare de 2,74 ua, o excentricitate de 0,23 și o înclinație de 15,6° în raport cu ecliptica.